# Mountview Academy of Theatre Arts

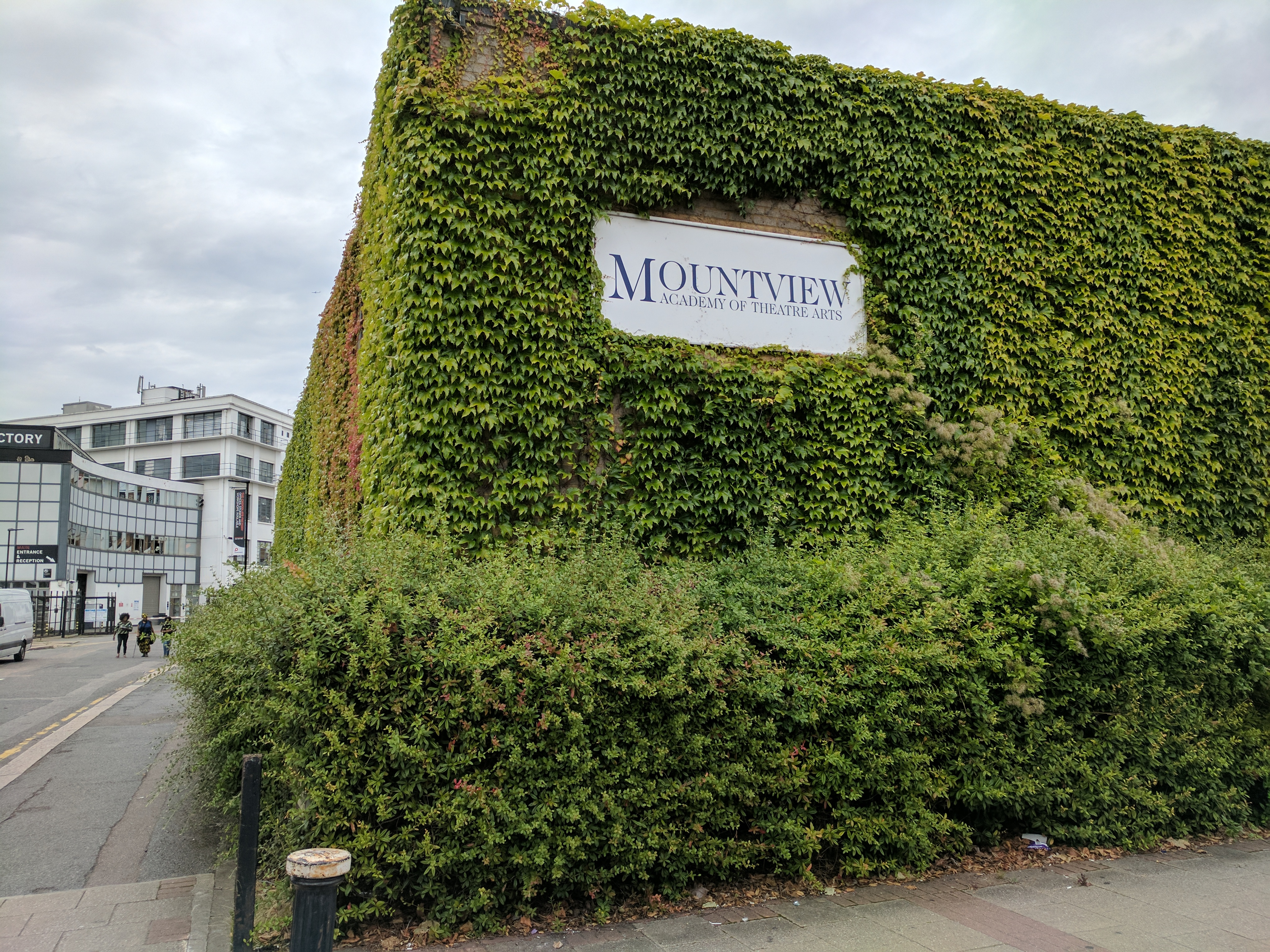
Mountview Academy of Theatre Arts (2017)

Mountview ist eine Schauspielschule in London.
Die Schauspielschule geht auf den Mountview Theatre Club zurück, der sich ab 1945 in Crouch End, London-Haringey befand. 1947 eröffnete das Mountview Theatre in einem größeren Anwesen und ab 1958 wurden Schauspielkurse dort offiziell angeboten als Mountview Theatre School. 1969 begann die Schule mit Vollzeit-Schauspielkursen. 2000 wurde der Name in Mountview Academy of Theatre Arts geändert.
2018 zog die Schule nach Peckham, South London.

## Bekannte Absolventen
- Kelly Adams (* 1979)
- Scott Ainslie (* 1968)
- Mina Anwar (* 1969)
- Glynis Barber (* 1955)
- Brendan Coyle (* 1963)
- Josh Dallas (* 1978)
- Sally Dynevor (* 1963)
- Joseph Gatt (* 1974)
- Douglas Henshall (* 1965)
- Ross O’Hennessy (* 1974)
- Amanda Holden (* 1971)
- Twiggy (* 1949)
- Eddie Marsan (* 1968)
- Nick Moran (* 1969)
- Craig Parkinson (* 1976)
- Kolja Schallenberg (* 1984)
- Sharon Small (* 1967)
- Ken Stott (* 1955)